# Oosterscheldekering

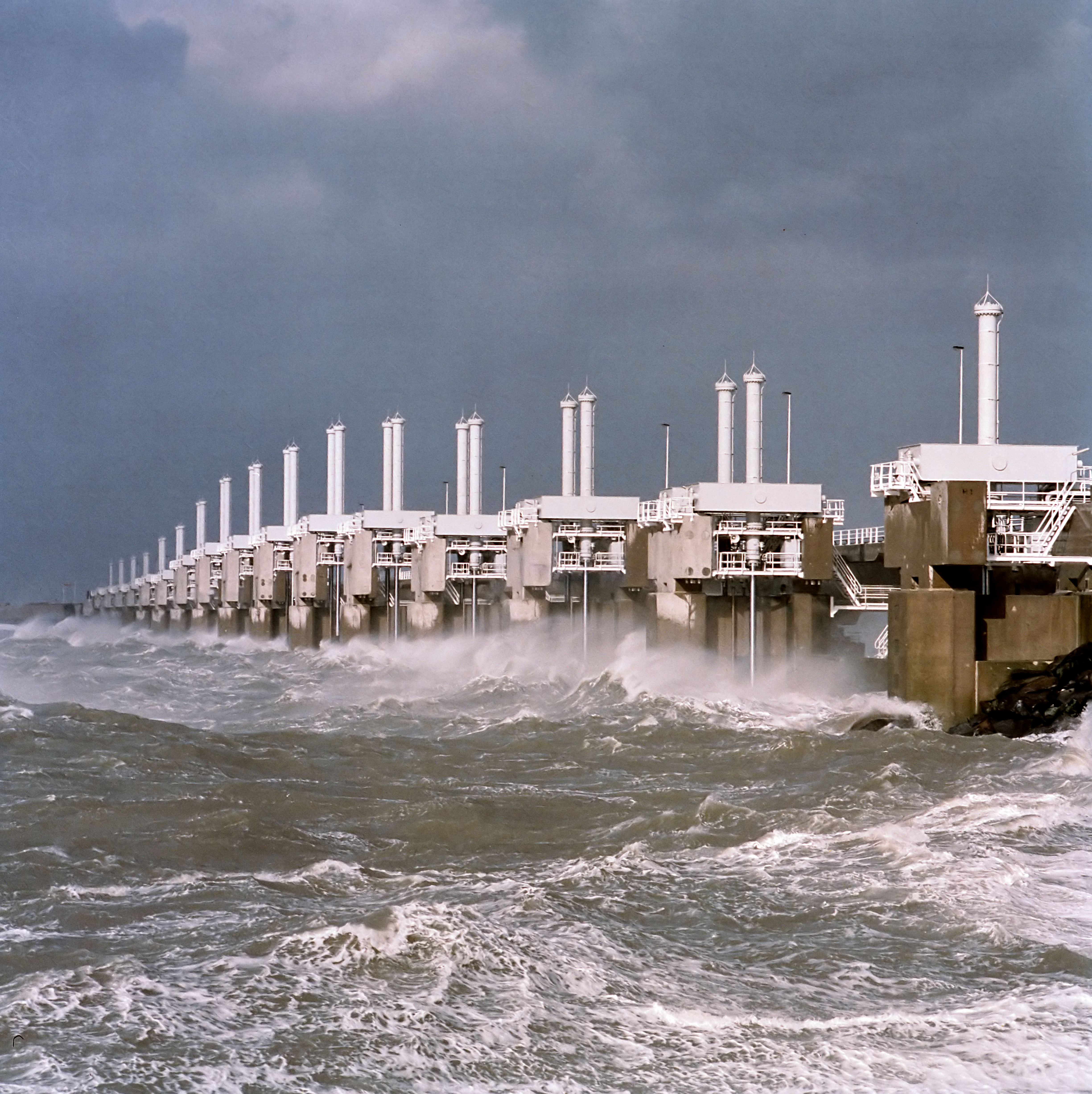
Uma das três seções de barreira móvel do Oosterscheldekering durante uma tempestade

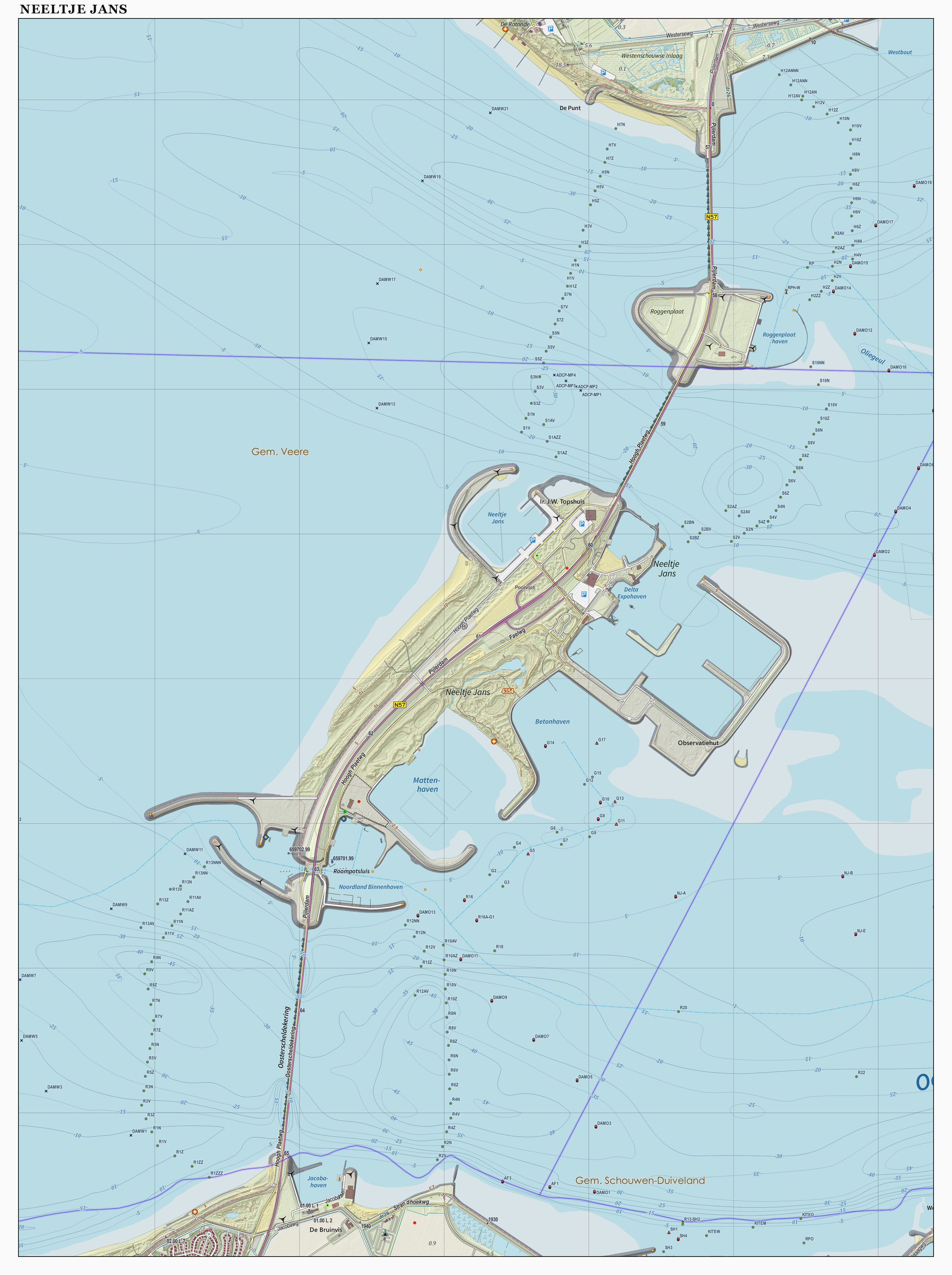
Mapa topográfico do Oosterscheldedam. Alternativamente, consiste em cinco seções: três barreiras móveis contra inundações e duas ilhas artificiais

The Oosterscheldekering ( em Português: Barreira contra maré de tempestade no leste de Scheldt ), entre as ilhas Schouwen-Duiveland e Noord-Beveland, é a maior das treze ambiciosas séries de barragens e barreiras contra maré de tempestade da Delta Works, projetadas para proteger a Holanda contra inundações do Mar do Norte. A construção da Delta Works foi uma resposta aos danos generalizados e à perda de vidas na inundação do mar do Norte em 1953 .

## Barreira de maré de tempestade
A barragem mais longa da Delta Works, a Oosterscheldekering de nove quilômetros de extensão (kering que significa barreira) foi inicialmente projetada e parcialmente construída como uma barragem fechada, mas após protestos públicos, umas enormes comportas de tipo porta foram instaladas nos quatro quilômetros restantes. Essas portas estão normalmente abertas, mas podem ser fechadas sob condições climáticas adversas. Dessa forma, a vida marinha de água salgada atrás da barragem é preservada e a pesca pode continuar, enquanto a terra atrás da barragem fica a salvo da água.
Em 4 de outubro de 1986, a rainha Beatrix abriu oficialmente a barragem, dizendo as palavras bem conhecidas: " De stormvloedkering is gesloten. De Deltawerken zijn voltooid. Zeeland é veilig. " (A barreira contra inundação está fechada. As obras Delta estão concluídas. Zeeland está segura. )

## Construção

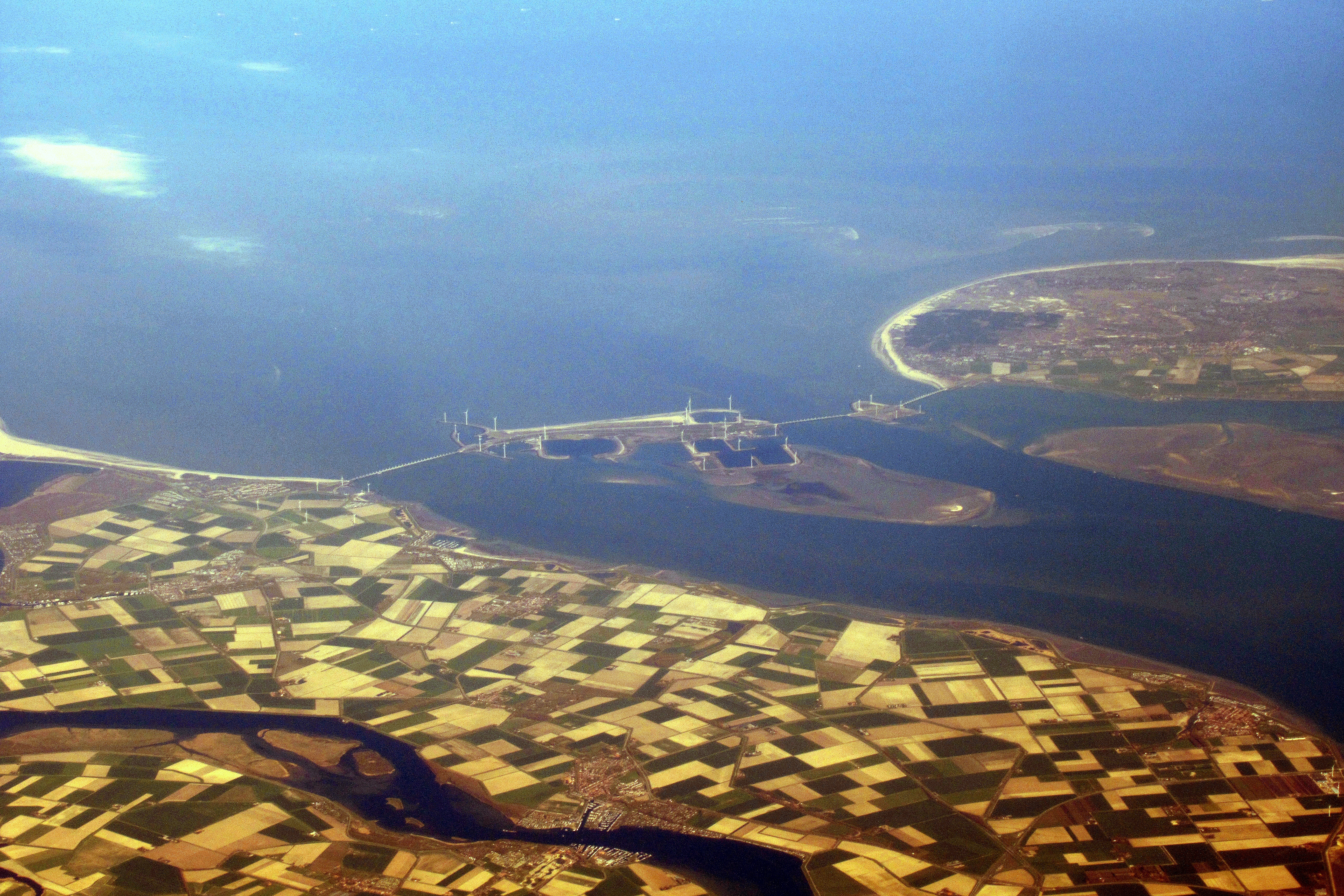
Oosterscheldekering (centro)

O Oosterscheldekering foi a parte mais difícil de construir e mais cara das obras da Delta. O trabalho na barragem levou mais de uma década. Foi construído por um consórcio de empreiteiros composto por Ballast Nedam, Boskalis Westminster, Baggermaatschappij Breejenhout, Hollandse Aanneming Maatschappij, Hollandse Beton Maatschappij, Van Oord-Utrecht, Stevin Baggeren, Stevin Beton en Waterbouw, Adriaan Volker Baggermaatschappij, Adriaan Volker Beton en Waterbouw and Aannemerscombinatie Zinkwerken. A construção começou em abril de 1976 e foi concluída em junho de 1986. A estrada sobre a barragem estava pronta para uso em novembro de 1987.
A estrada foi aberta pela ex-rainha, princesa Juliana, em 5 de novembro de 1987, exatamente 457 anos após a inundação do dia de São Felix em 1530, que havia levado um grande pedaço de Zeeland, a montante da posição da nova barreira.
Para facilitar a construção, uma ilha artificial, Neeltje-Jans, foi criada no meio do estuário. Quando a construção foi concluída, a ilha foi reconstruída para ser usada como centro educacional para visitantes e como base para trabalhos de manutenção.
A barragem é baseada em 65 pilares de concreto com 62 portas de aço, cada uma com 42 metros de largura. As peças foram construídas em uma doca seca. A área foi inundada e uma pequena frota de navios especiais de construção levantou os pilares e os colocou em suas posições finais. Cada pilar tem entre 35 e 38,75 metros de altura e pesa 18 000 toneladas. A barragem foi projetada para durar mais de 200 anos.
Às vezes, a Oosterscheldekering é chamada de oitava maravilha do mundo. Foi declarada uma das modernas Sete Maravilhas do Mundo pela Sociedade Americana de Engenheiros Civis.

## Frota de construção

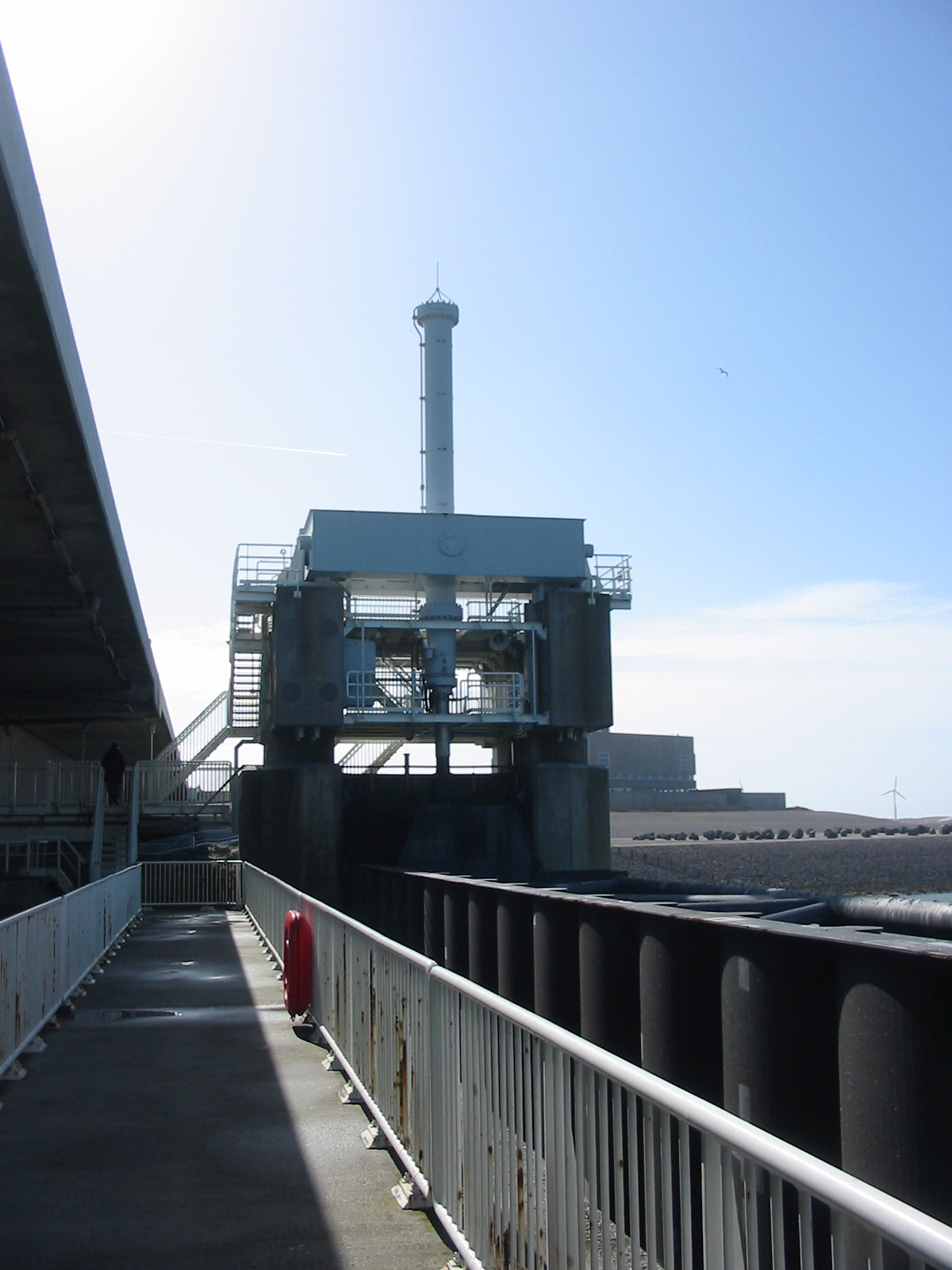
Vista detalhada da Oosterscheldekering

Quatro navios foram projetados e construídos para este projeto:
- Mytilus, um navio equipado com várias ferramentas para trabalhar o fundo do mar, com lanças para tornar mais denso e estilizar o chão.
- Cardium, um navio para transportar e colocar um tapete especial no chão do mar para servir de fundação.
- Ostrea, um navio capaz de levantar um pilar de concreto da doca seca e o colocar em cima do tapete no fundo do mar de forma precisa. O navio tem 85 metros de comprimento e um portal de 50 metros de altura. O navio pode levantar 10 000 toneladas, mas uma grande parte do pilar é submersa, por isso não necessita de levantar as 18 000 toneladas totais. O navio é considerado o barco principal da frota de construção, principalmente pelo seu grande tamanho e força em comparação com os outros navios.
- Macoma, um navio que trabalha junto ao Ostrea, limpando o tapete e assistindo na colocação dos pilares no seu local definitivo.

Os navio estão nomeados de vários tipos de crustáceos.

## Operação
A barragem é operada manualmente, mas se o controle humano falhar, um sistema de segurança eletrônico atua como um backup. Uma lei holandesa regula as condições sob as quais a barragem pode fechar. O nível da água deve estar pelo menos três metros acima do nível normal do mar antes que as portas possam ser completamente fechadas. Cada comporta é fechada uma vez por mês para teste. Os procedimentos de emergência são testados em datas pré-agendadas. Uma vez aprovado o teste, as portas são rapidamente abertas novamente para criar uma quantidade mínima de efeito nos movimentos das marés e no ecossistema marinho local. Demora aproximadamente uma hora para fechar uma porta. O custo da operação é de 17 milhões de euros por ano.
A barragem completa foi fechada vinte e sete vezes desde 1986, devido a níveis de água que excedem ou se prevê que excedam os três metros. A última vez foi em 10 de fevereiro de 2020, por causa da tempestade Ciara.

## Ligaçẽs externas
- Media relacionados com Oosterscheldekering no Wikimedia Commons
- Vista de satélite de Google Maps
- DeltaWorks.org – DeltaWorks.Org sobre Oosterscheldekering. Inclui texto, fotos, video e visita virtual.